# 2069 Hubble
2069 Hubble је астероид главног астероидног појаса. Приближан пречник астероида је 34,53 ,
а средња удаљеност астероида од Сунца износи 3,157 астрономских јединица (АЈ).
Инклинација (нагиб) орбите у односу на раван еклиптике је 9,101 степени, а орбитални период износи 2049,422 дана (5,611 година). Ексцентрицитет орбите астероида износи 0,183.
Апсолутна магнитуда астероида износи 11,10 а геометријски албедо 0,053.
Астероид је откривен 29. марта 1955. године.